# Nikolai Budarin
Nikolai Mikhailovich Budarin (russo: Николай Михайлович Бударин) (Kirya, 29 de abril de 1953) é um ex-cosmonauta russo, veterano de três missões de longa duração no espaço, na estação orbital russa Mir e na Estação Espacial Internacional (ISS).
Desde 1976, Budarin ocupou posições de engenheiro na Energia, a empresa estatal soviética responsável pela fabricação de estações orbitais e cápsulas espaciais, formando-se como engenheiro mecânico no Instituto de Aviação de Moscou em 1979.
Em 1989, se tornou candidato a cosmonauta e cursou o período de treinamento no Centro de Treinamento de Cosmonautas Yuri Gagarin, na Cidade das Estrelas, qualificando-se em janeiro de 1991, passando os dois anos seguintes em treinamento intensivo e avançado nas cápsulas espaciais Soyuz-TM e em réplicas da estação orbital Mir, preparando-se para voos ao espaço.
Sua primeira missão ocorreu entre junho e setembro de 1995, na missão Mir-19, a primeira de acoplamento de um ônibus espacial com a estação russa em órbita, para a qual foi transportado no ônibus espacial Atlantis, na STS-71, junto como o companheiro Anatoly Solovyev.
Em janeiro de 1998, participou da segunda missão de longa duração na Mir, ficando na estação até agosto, como engenheiro de voo da Mir-25.
Budarin foi ao espaço pela terceira vez em 23 de novembro de 2002, a bordo da STS-113 Endeavour, como engenheiro de voo da Expedição 6 à Estação Espacial Internacional, permanecendo 161 dias em órbita terrestre, elevando seu total acumulado a 444 dias fora da Terra, retornando em maio de 2002 na nave Soyuz TMA-1.
Desde 2007 ele integra o parlamento russo, a Duma, representando o partido Rússia Unida.